# Pomatostomus isidorei
Pomatostomus isidorei là một loài chim trong họ Pomatostomidae.